# Eric Surita
Emilio Eric Paulo Sköldberg Surita, mais conhecido como Eric Surita (e anteriormente conhecido como Emilio Eric; São Paulo, 28 de maio de 1992), é um locutor de rádio, apresentador de televisão e ex-ator brasileiro.

## Biografia
Filho da sueca Anne "Pepela" Sköldberg e do brasileiro Emílio Surita, nasceu em São Paulo. É irmão de Eduardo Surita.
Em 2010, começou a frequentar um curso de jornalismo, mas abandonou no ano seguinte para se dedicar apenas ao curso de artes cênicas da oficina de atores da TV Globo.

## Carreira
Eric Surita começou na carreira artística realizando trabalhos como modelo fotográfico, destacando-se por sua passagem como um garoto "Colírio" da revista Capricho. Também manteve por muitos anos um blog de futebol chamado "Muleque F.C.".
Ele ficou conhecido nacionalmente em 2011. Junto com o irmão Eduardo, idealizou e apresentou o programa de rádio interativo iPan na Jovem Pan, onde os ouvintes ligavam e escolhiam as notícias e as músicas do dia, além de fazerem também as perguntas aos entrevistados. Também estreou na televisão como apresentador do programa infantil TV Globinho, da Rede Globo, ao lado de Letícia Navas, ficando no ar por quase um ano em um formato reformulado onde abordava-se temas que estimulavam a curiosidade do público infantil. Eric e Letícia foram os últimos apresentadores do infantil.

## Vida pessoal
No dia 20 de julho de 2020, em entrevista para Maurício Meirelles e Renato Albani no programa de rádio Stand UP Jovem Pan, Eric revelou que sua orientação sexual é a bissexualidade e que quando decidiu "sair do armário" foi expulso da casa de seus pais pelo pai, morando dois anos fora e recebendo ajuda somente da mãe. Uma semana depois, ele usou a função stories de seu Instagram para postar uma nota de esclarecimento onde disse que não iria conceder entrevistas sobre o ocorrido, explicando: "Nossa família sempre foi muito reservada quanto a aparições públicas e mídias sociais no que diz respeito ao foro íntimo e vida privada, então peço para respeitarem nosso espaço também. Sempre resolvemos assuntos internamente no âmbito familiar". Ele também contou que acha o assunto importante e que por isso deve ser abordado com argumentos sociológicos e comportamentais mais embasados do que os dele.

## Filmografia

### Televisão
| Ano       | Título             | Papel                          | Notas                 | Emissora   |
| --------- | ------------------ | ------------------------------ | --------------------- | ---------- |
| 2010      | Colírios Capricho  | Co-apresentador                |                       | MTV Brasil |
| 2011-2012 | TV Globinho        | Co-apresentador                |                       | Rede Globo |
| 2012      | Aventuras do Didi  | Vários                         | Participação especial | Rede Globo |
| 2013-2015 | Chiquititas        | Alberto Corrêa da Silva (Beto) |                       | SBT        |
| 2013      | O Fenômeno Rebelde | Co-apresentador                |                       | SBT        |

## Rádio
| Ano  | Título | Papel     | Notas        |
| ---- | ------ | --------- | ------------ |
| 2011 | iPan   | Ele mesmo | Jovem Pan FM |

## Teatro
| Ano  | Título                 | Papel | Teatro                 | Notas | Refs   |
| ---- | ---------------------- | ----- | ---------------------- | ----- | ------ |
| 2016 | 4Ever - A Última Noite | Diego | Teatro Santo Agostinho |       | [ 11 ] |
| 2017 | Os Donos do Mundo      | Lucas | Teatro Santo Agostinho |       | [ 12 ] |